# Gonza, der Lanzenkämpfer
Gonza, der Lanzenkämpfer, in der DDR Die verbotene Liebe des Samurai, (jap. 鑓の権三, auch 近松門左衛門　鑓の権三) ist ein japanischer Spielfilm von Regisseur Masahiro Shinoda aus dem Jahr 1986. Das Drehbuch zum Film stammt von Taeko Tomioka und basiert – vor dem historischen Hintergrund der Edo-Zeit – auf einem Kabuki-Stück von Monzaemon Chikamatsu, einem bekannten japanischen Dramatiker des 18. Jahrhunderts.
Der Film wurde erstmals am 15. Januar 1986 in Japan veröffentlicht. Die deutsche Erstaufführung erfolgte am 20. Februar 1986 in Originalsprache mit deutschen Untertiteln im Wettbewerb der 36. Internationalen Filmfestspiele in Berlin.

## Handlung
Das feudale Japan im 18. Jahrhundert. Im Tokugawa-Shōgunat herrscht Frieden, dennoch werden alle Daimyō aufgefordert im Rahmen des sankin kōtai eine bestimmte Zeit in der Hauptstadt Edo zu verbringen. Durch dieses politische Kontrollinstrument versucht das Shōgunat eine zu große Autonomie der Provinzfürsten zu vermeiden. Einer dieser lokalen Herrscher ist Fürst Ichinoshin, der bereits seit drei Monaten in Edo verweilt, als ihm der ersehnte männliche Nachkomme geboren wird.
Zu Ehren des jungen Stammhalters soll in der Heimat ein großes Fest mit einer traditionellen Teezeremonie abgehalten werden. Die Ehre der Ausrichtung soll dabei einem seiner Schüler zuteilwerden, woraufhin die beiden Auserwählten, die Samurais Bannojo und Gonza, um das Recht der Ausführung buhlen. Der eitle 25-jährige Gonza ist ein angesehenes und respektiertes Mitglied des Kriegerstandes, der nach gesellschaftlicher Anerkennung strebt. Da es ihm in Friedenszeiten unmöglich ist sich auszuzeichnen, versucht er mittels jener Aufgabe in der Hierarchie seines Clans empor zu steigen. Sein Kontrahent, der Familienvater Bannojo, ist hingegen ein Meister jener Zubereitungsform. Um seine Chancen dennoch zu wahren, versucht Gonza – ein passionierter Glücksspieler und Lebemann, der entgegen seinem Ruf als Ehrenmann, nur für sein Vergnügen lebt – der Ehefrau seines Meisters das gut behütete Familienwissen für die Zubereitung zu entlocken. Die untreue Ehefrau des Daimyō, Osai, gewährt Gonza zur nächtlichen Stunde Einblick in jene Zubereitungsform, verlangt jedoch im Gegenzug, dass der attraktive Hilfesuchende die erst 15-jährige Tochter Okiku umwirbt, obwohl diese ihm nicht zugetan ist. Dessen ungeachtet ist Gonza mit Bannojos Schwester Oyuki liiert; dennoch willigt er seinen eigenen Interessen folgend ein. Bereits zu diesem Zeitpunkt wird deutlich, dass Osai Gonza leidenschaftlich umschwärmt.
Eines Nachts werden beide heimlich beim Studieren der überlieferten Aufzeichnungen vom eifersüchtigen Bannojo beobachtet, der wenig später und zutiefst gedemütigt Osai öffentlich des Ehebruchs bezichtigt, obwohl er derjenige ist, der ihr zuvor innige Liebesbriefe schrieb. Der loyale und unschuldige Gonza fühlt Scham. Osai überredet ihn sich des Ehebruchs schuldig zu bekennen, um Schande vom abwesenden Fürsten Ichinoshin abzuwenden. Osai und Gonza gelten nun als Ehebrecher. Im Morgengrauen flüchten die beiden in Richtung Osaka. Währenddessen tötet Osais Bruder den ebenfalls flüchtigen Bannojo, während sich der gutmütige Fürst Ichinoshin aus Pflichtgefühl auf die Verfolgung der Ehebrecher macht. Der Fürst will seine treulose Ehefrau und Mutter seiner Kinder töten, trotz der Bedenken der vier gemeinsamen Nachkommen.
Während der Flucht entdeckt Osai immer mehr Gefühle für ihren Fluchtpartner, der sie zunächst abweist, jedoch im weiteren Verlauf der Wanderung nachgibt. Es kommt zum Austausch von Zärtlichkeiten. Schließlich wird das flüchtige Liebespaar vom Fürsten gestellt, der Gonza im Angesicht des Todes einen letzten Wunsch gewährt und ihn mit einer Lanze tötet. Seine untreue Gattin findet hingegen den Tod durch das Schwert. Am Ende des Films vollführt Fürst Ichinoshins ältester Sohn die traditionelle Teezeremonie.

## Auszeichnungen
Internationale Filmfestspiele Berlin 1986
- Silberner Bär in der Kategorie Besondere künstlerische Leistung für seine harmonische Komposition
- Nominierung für einen Goldenen Bären

Japanese Academy Awards 1987
- Nominierung in der Kategorie Beste Hauptdarstellerin für Shima Iwashita
- Nominierung in der Kategorie Beste Kamera für Kazuo Miyagawa
- Nominierung in der Kategorie Beste Beleuchtung für Takeji Sano
- Nominierung in der Kategorie Beste Musik für Tōru Takemitsu
- Nominierung in der Kategorie Bester Ton für Shōtarō Yoshida

## Kritiken
Das Lexikon des internationalen Films schrieb, die Inszenierung sei ein „malerisch schöner Film voller Poesie, in dem gerade die Teezeremonie, das Sinnbild des Friedens, Auslöser einer katastrophalen Entwicklung“ werde.